# Schilbe brevianalis
Schilbe brevianalis är en fiskart som först beskrevs av Pellegrin 1929.  Schilbe brevianalis ingår i släktet Schilbe och familjen Schilbeidae. IUCN kategoriserar arten globalt som livskraftig. Inga underarter finns listade i Catalogue of Life.